# 創作彼女の恋愛公式
『創作彼女の恋愛公式』（そうさくかのじょのれんあいこうしき）は2021年11月26日に発売された18禁恋愛アドベンチャーゲームである。アダルトゲームブランドであるAino+Linksによって制作された。シナリオ・原画はそれぞれ、工藤啓介・有葉が手掛けた。
本作の物語の舞台は、クリエイターを養成する学園である。クリエイターである主人公とヒロインが仲を深めつつ、創作に関する障害を乗り越えていくというのが物語の大筋である。
2021年の美少女ゲーム売上ランキングでは12位であった。2021年の美少女ゲーム人気投票では、『Getchu.com』・『BugBug』の集計で、総合部門やシナリオ部門で最高1位に選ばれた。『萌えゲーアワード』では、大賞・シナリオ賞・ベストキャラクター賞・ニューブランド賞・名セリフ賞を受賞した。

## ゲームシステム
本作は恋愛アドベンチャーゲームであり、主人公の視点から紡がれる文章をプレイヤーは読み進めていく。文章は小説のように地の文と会話文から構成される。ゲームを進めていくことでプレイヤーは特別なCGを閲覧できる。本作にはCGやBGMを鑑賞できる機能が搭載されており、ゲームを1回以上クリアするとこの機能を使用出来るようになる。
本作は選んだ選択肢により異なった結末に向かって物語が進むゲームである。ゲームを進めていくとある時点でゲームが中断し、選択肢が表示される。選んだ選択肢によって物語の道筋（以下ルート）が変わり、ある特定の結末に物語が進む。本作の物語には主に4つのルートがあり、それぞれの物語で1人の少女の話が展開する。全ての物語を読むには、プレイヤーはゲームを複数回やり直し、違う選択肢を選んで違うルートに進む必要がある。 

## あらすじ
同人ゲームのシナリオライター、かつ、ライトノベル作家である主人公・鏡 寿季（かがみ としき）は、COLORLESSというライターのシナリオに打ちのめされ、スランプに陥っている。スランプから脱出するために、同世代のクリエイターから刺激を受けるべく、寿季はノベル科、CG・イラスト科、声優科などを有する学園へ進学する。寿季は4人のヒロイン達と出会い、創作活動を通じて仲を深めていく。やがて寿季は1人のヒロインと恋仲に至り、ヒロインと創作に関する障害を乗り越えていくというのが物語の大筋である。なお、作中では寿季の入学から卒業までの3年間が描かれる。

### 登場人物
本作には4人のヒロインが登場する。彩瀬 逢桜（あやせ あいさ）は寿季の幼なじみであり、著名な小説家な少女。周囲には隠しているが難病を患っており、余命も宣告されている。ハッピーエンドが好きだが、寿季への初恋が実らなかったことと難病であることから、バッドエンドしか書けずにいる。月見坂 桐葉（つきみざか きりは）は清純派の女性声優であり、寿季は彼女のファンである。桐葉は有名旅館の娘であり、厳しく躾けられた過去を持つ。凪間 ゆめみ（なぎま ゆめみ）は寿季の従妹、かつ、イラストレーターである。いじめによる人間不信から不登校になり、物語開始時点では引きこもっている。雪妃 エレナ（ゆきさき エレナ）は寿季の先輩で、ノベル科に所属し官能小説を趣味で書く少女である。正体は、COLORLESSという名で活躍する天才シナリオライターである。
他にも7人のサブキャラクターが登場する。獅堂 悠真（しどう ゆうま）・獅堂 紫音（しどう しおん）はノベル科に通う双子の兄妹であり、寿季の同級生である。羽衣石 姫子（ういし ひめこ）はノベル科の教師であり、自身もライターである。凪間 ちなみ（なぎま ちなみ）は寿季の従姉であり、ゆめみの姉でもある。花咲 芽衣（はなさき めい）は桐葉のマネージャー業を務めている。雪妃 エリカ（ゆきさき エリカ）はエレナの姉であり、美少女ゲームメーカーの社長を務めている。雨星 結菜（あまほし ゆいな）は寿季の後輩の少女であり、ゆめみの友人でもある。

### 共通ルート
Episode 1 「物語を書いていれば、きっと繋がっていられるから」
寿季は学園に進学し、逢桜との再会や、桐葉・ゆめみ・エレナとの出会いを経る。学園生活を送りつつ、寿季は逢桜の次回作の相談に乗る。また、寿季はエレナからスランプ脱出についてアドバイスを受け、逢桜への初恋に決着をつけないと前に進めないと言われる。寿季は逢桜と会い、互いに過去の初恋を打ち明け、改めて友人としての関係を再開する。
Episode 2 「私は興味あるよ、君のこと」
寿季は桐葉から恋人になって欲しいと告白される。桐葉は恋人となった寿季に、出演作の演技が原作者である姫子から認められないと相談する。寿季と桐葉は、演技の改善のため作品の解釈について議論していく。寿季の協力を得て、やがて桐葉は作品の正確な解釈に至り演技をするが、姫子からはまた認められない。寿季は、演技は完璧だが桐葉らしさがないと指摘し、桐葉はさらに演技を改善する。その演技を見た寿季は、桐葉のことが好きだと自覚する。
Episode 3 「その時、わたしは「いいなぁ」って思えたんだ」
寿季は桐葉との偽の恋人関係を解消する日を迎え、改めて彼女に告白し、本当の恋人関係になりたいと告げるも振られてしまう。時は流れ、寿季は2年次に進級する。学園には、寿季の後輩である結菜が入学する。結菜はゆめみのネット上での友人でもあった。ゆめみは結菜の影響も受け、引きこもりを克服し、遅れて学園に入学する。
Episode 4 「貴方の書く物語を、私はいつまでも待っているから」
寿季は、官能小説を書く参考にしたいとエレナから床に誘われるも断り、まずは恋人関係から始めることとなる。後に寿季は、エレナがCOLORLESSであることを知る。後日、エレナの姉・エリカが学園を訪れ、各科からコンペティションでスタッフを選び美少女ゲームを制作し、自社から販売すると告げる。発売日は2年後の4月、テーマは恋愛ものとする。告知後、寿季は他人と比較せず書きたいものを書くという初心を思い出し、2年間に渡るスランプを脱出する。ノベル科のコンペティションが行われ、最優秀賞には寿季と逢桜の二人が選ばれる。復活を遂げた寿季に対し、逢桜は創作への覚悟を問う。一方、寿季の雄姿を見たエレナは、彼への恋心を自覚する。
Episode 5 「忘れてたよ、好きだっていう気持ち」
寿季はエレナから呼び出され、「けじめをつけたいから」と恋人関係の解消を求められる。改めてエレナから、迂遠な形で告白を受けるも寿季は気が付かず、彼女を傷付ける。一方寿季と逢桜は、時に衝突しつつも共同で企画を練り上げていく。完成した企画（題名『アドレセンス・シンドローム』、略称「AS」）は、関係者から認められる。ASのディレクターはエレナに決まる。他方、CG・イラスト科のコンペティションも進み、ASのメイン原画はゆめみが、サブ原画は結菜が選ばれる。寿季はゆめみに負けた結菜を慰める。
Episode 6 「あんたは本当に私のことが好きね」
桐葉の実家である旅館へ、寿季は桐葉により無理やり連れてこられる。旅館を継がずに声優を続けたい桐葉は、寿季を結婚相手に仕立て上げ、寿季の家に将来は嫁ぐと両親に嘘をつくのであった。話し合いは揉めるが、寿季と桐葉は、桐葉の両親の説得を続ける。母親は、意に添わぬタレント業を行うあまり、作り物の表情で活動する桐葉を心配していると打ち明ける。母親は、桐葉に声優の仕事は楽しいかと問い、肯定の返事を聞いて声優活動を認める。
Episode 7 「書けなくなった私に価値はあるのかしら」
エレナは寿季への恋をきっかけにスランプに陥る。寿季はエレナのスランプの原因を徐々に察していく。一方、ASの声優のコンペティションも行われ、圧倒的な実力によりヒロイン全員の声優が桐葉に決まる。二学期が終わり、冬休みとなる。寿季はエレナをクリスマスイブにデートに誘う。寿季は、エレナにスランプの原因を語るよう促す。エレナは勇気を振り搾り寿季に告白するも、寿季はエレナを振る。エレナは諦めないと告げ、後にスランプから脱出する。
Episode 8 「立ち止まったら、そこで何もかも終わってしまいそうだから」
ASのスタッフは創作を進めていく。一方、逢桜は両親と喧嘩をし家出をする。両親から、クリエイターとして命を燃やすことを止めて欲しいと言われたという。後日、逢桜は2年次が修了したら、海外留学をすると寿季に告げる。寿季は引き留めるべきか悩むも、最終的には応援することを決める。逢桜が発つ日、寿季は最寄り駅に見送りに行く。二人は互いにクリエイターであり続けることを誓う。別れ際に逢桜は寿季にキスをし、別れの言葉を告げる。

### 彩瀬逢桜ルート
Aisa Episode the first 「なにより、わたしはハッピーエンドが好きなのだから」
寿季が3年次に進学した4月。寿季は偶然に訪れた病院で逢桜と再会し、逢桜が徐々に身体が動かなくなる難病に罹っており、余命は今年中だと知る。その日を境に、寿季は逢桜への見舞いを始める。寿季はやがて逢桜に告白し、逢桜も寿季への恋心を認めるが、逢桜は交際を拒否する。交際してもバッドエンドにしかならないと逢桜は考えるためであった。寿季は逢桜を幸せにすると誓って説得し、二人は付き合い始める。交際を通じて幸福を感じた逢桜は、ずっと書けなかったハッピーエンドの展開が書けるかもしれないと告げ、ASのシナリオを悲恋物からハッピーエンドへ変えたいと告げる。そんな折に、逢桜は発作を起こし意識を失ってしまう。
Aisa Episode the second 「わたしは奇跡なんて、いらないんだ」
寿季は逢桜の両親から、手術をすれば成功率は非常に低いが治る可能性があると聞かされ、逢桜が手術を受けるよう説得して欲しいと頼まれる。最期までクリエイターとして生きたいと考える逢桜は、失敗すればそのまま命を落としかねない手術を受けるのを拒んでいた。寿季と逢桜は話し合い、ASのシナリオを書き上げたら手術を受けると決める。逢桜は執筆を続けるが、最終的に手すら動かなくなる。寿季は逢桜から聞き書きし、ASのシナリオを完成させる。場面が変わり、ASが発売された後に移る。寿季は、もし子供ができたら名付けたいと逢桜と話し合った「桜季（さき）」というペンネームで、クリエイターとして再出発する。寿季がクリエイターとして歩んでいく姿が描かれ、逢桜ルートは幕を閉じる。
逢桜 BAD END AFTER
逢桜が手術を受け、奇跡的に成功し回復する。しかし、ASの執筆を人生の終着点と位置付けていた逢桜は、創作意欲を失ってしまう。逢桜はこれを奇跡の代償とも称する。寿季は逢桜の創作意欲を取り戻そうと奔走するも成功せず、いつかクリエイターとしての逢桜が戻ってくることを願う。

### 月見坂桐葉ルート
Kiriha Episode the first 「ちゃんと見ていなさい。これが私のやり方だっていうことを」
桐葉は将来を見据えて、声優業界で実力のあるプロデューサーと結婚すべく動いていた。やがてプロデューサーから婚約を打診されるも、寿季の顔が浮かび断ってしまう。その後、桐葉は寿季と出くわし、愚かな選択をした怒りを寿季にぶつける。寿季は、桐葉に相応しい男性を目指すと告げ、交際を申し込み了承を得る。その後、二人のデート姿の盗撮写真がSNSに上がり炎上する。桐葉が彼氏の存在を認めると、怒ったファンが学園に押し掛け、寿季を包丁で刺してしまう。
Kiriha Episode the second 「これがあんたの見ていた理想の私の姿なのね」
寿季は一命を取り留めるも、桐葉はショックで失声症になり仕事も学業も休むこととなる。時間が経つにつれ桐葉は、このまま業界から消えてしまうと不安を抱く。やがて寿季は、桐葉が演じたいと思えるシナリオを提示して、失声症を治そうと画策する。書き上げたシナリオを寿季が桐葉に見せると、桐葉は声を出して笑いだす。そこには寿季が抱く理想の桐葉像が込められていた。桐葉はこの役は他人に演じさせたくないと告げる。1年後、桐葉は声優として助演女優賞を受賞し、授賞式で感謝の言葉を告げる場面で桐葉ルートは幕を閉じる。
桐葉 ミニアフターストーリー
桐葉が声を取り戻して一か月後。桐葉はASの収録作業を始め、本格的に声優業を再開させていく。

### 凪間ゆめみルート
Yumemi Episode the first 「ごめん……抑えきれなくなっちゃった」
寿季は3年次に進級する。寿季は逢桜との離別により執筆が滞る。ゆめみに支えられる中で寿季は彼女への恋心を自覚する。ゆめみもまた、寿季への恋心を自覚し、寿季によそよそしく振る舞い始める。ゆめみから寿季への突然のキスをきっかけとして二人は距離を詰め始め、やがて恋人関係に至る。
Yumemi Episode the second 「ごく普通の優しい以外取り柄のない主人公なんて、わたしは求めてないからね」
ゆめみの担当するメイン原画の進行が遅れ始める。現実逃避のために絵を描き始めたゆめみは、友人・恋人ができて引きこもりも脱出したことから、絵を描く動機が失われていた。ゆめみは寿季と共に、新たな絵を描く動機を探す。その後、思い詰めたゆめみに発破を掛けるため、寿季は絵を描かないゆめみには価値が無いと告げる。ゆめみは、寿季のそばにいるために絵を描くことを決意する。月日は流れ、ゆめみはスランプから脱し、大学生となった寿季と共に創作していく。ゆめみが意趣返しとして、クリエイターである寿季が好きだと言う場面で、ゆめみルートは幕を閉じる。
ゆめみ ミニアフターストーリー
寿季が学園を卒業して2か月後。仕事・同人活動で忙しく学園を辞めたいと思い始めたゆめみは、大学に進学した寿季や桐葉の影響も受け、進学の意向を固めて学園生活を続けることとする。

### 雪妃エレナルート
Erena Episode the first 「私を普通の女の子でいさせてね」
寿季は3年次に進級する。ASの創作活動を通じ、寿季はエレナに惹かれていく。寿季はそれを桐葉に相談し、彼女の助言により寿季はエレナへの恋心を自覚する。やがて寿季とエレナは付き合い始める。一方桐葉は、エレナに恋する寿季を見て、自身の恋心を遅まきながら自覚する。その後、ASの逢桜担当分はエレナが執筆することになるが、彼女のシナリオを読んだ寿季は物足りなさを感じる。逢桜のプロットを忠実に再現するあまり、エレナらしさが薄れていたからであった。指摘を受けたエレナはシナリオを書き直す。それを読んだ寿季は感嘆するも、今度は自身のシナリオが劣っていると感じる。寿季は関係者に頭を下げ、自分もシナリオを書き直したいと告げる。
Erena Episode the second 「ずっと貴方の先で……待っているわ」
寿季は何度も書き直すも、エレナに匹敵するシナリオが書けない。やがて寿季は体調を崩す。身を削ってまで創作活動をする寿季と、身を削らずとも天才と呼ばれるエレナはすれ違い始める。それを見かねたエリカは、寿季とエレナをそれぞれ諭す。寿季には、エレナは天才扱いされるのを嫌い普通の女の子でありたいと願っていると、エレナには、根っからのクリエイターである寿季は、エレナが天才でなければ興味も抱かれなかっただろうと。エレナは、寿季の目標でいるために天才であり続けると宣言する。ASの発売後、寿季・エレナのシナリオの人気が発表され、支持率はそれぞれ3割・7割であった。寿季がいつかエレナに並ぶことを誓う場面で、エレナルートは幕を閉じる。
エレナ ミニアフターストーリー
寿季が学園を卒業して8か月後。ASが好評だったため、スピンオフ作品を制作する話が出てくる。寿季はエレナに並ぶべく、スピンオフ作品に参加していく。

## 制作

### スタッフ・キャスト
| 役名       | 声優名       |
| ---------- | ------------ |
| 彩瀬逢桜   | 明羽杏子     |
| 月見坂桐葉 | 夏峰いろは   |
| 凪間ゆめみ | くすはらゆい |
| 雪妃エレナ | 葉月ひかり   |
| 獅堂紫音   | 烏丸そら     |
| 獅堂悠真   | 四葉ヨウ     |
| 雨星結菜   | 秋野花       |
| 羽衣石姫子 | 小鳥居夕花   |
| 凪間ちなみ | 遠野そよぎ   |
| 花咲芽衣   | 恋羽もこ     |
| 雪妃エリカ | 蒼乃むすび   |

『創作彼女の恋愛公式』はアダルトゲームブランドであるAino+Linksによって制作された。プロデューサー・ディレクター・企画・シナリオは工藤啓介が担当した。アートディレクターは志水マサトシが担当した。登場人物のデザインは有葉が手掛け、原画・SD原画はそれぞれ有葉・九条だんぼが描いた。背景画は志水マサトシ・ロギー・mijyowakiによって描かれた。キャストは表「キャスト」の通り。音楽関係のスタッフは音楽節の通り。

### 企画・新ブランドの設立
本作を企画した工藤は元々、株式会社グリーンウッドのCampusというアダルトゲームブランドで、『ウソシリーズ』の企画・ディレクション・シナリオライターを手掛けていた。その際、面倒だけど可愛いヒロインを描きたいと思ったのが、本作を企画したきっかけだという。しかし、企画が始まって数か月後の2019年3月31日に、株式会社グリーンウッドは解散することとなる。Campusというブランドは、制作チームや企画ごと有限会社AKABEiSOFT2にそのまま引き継がれることになる。
移籍後、工藤は既存ブランドで本作を出すことを考えていたが、作品の方向性的に新たにブランドイメージを固めた方が良いと志水よりアドバイスを受け、新しくAino+Linksというアダルトゲームブランドを設立することとなった。Aino+Linksのブランドイメージは、「人間味があり共感できるようなヒロイン」「ふとした瞬間に思い出すような心に残るシナリオ」の二軸である。キャラクター萌え・ドラマチックなシナリオのどちらを求める層にも受け入れられる作品を制作したいと工藤は語る。

### テーマ・コンセプト
本作の企画は、面倒で可愛いヒロインを描くことを目的として始まり、後に創作活動をテーマとすることが決まった。これは、創作活動をするクリエイターは、常人から理解されない拘り・感性・考え方を持ち得るため、面倒さと可愛さが両立するヒロインを描けると考えたからだという。また、作品のコンセプトはプレイした人の心に残る作品を作ることであり、どのような展開・構成・結末が心に残るのかを突き詰めていき出来たのが本作だと工藤は語る。企画を進めるにつれ当初の内容から形は変わり、初期段階のあらすじは思い出せないほどだと工藤は語るが、当初のコンセプトは変わっていないという。

### キャラクターデザイン
キャラクターデザインを手がけた有葉は、本作の企画を知人から紹介され、その時点でプロットやヒロインたちのラフデザイン、メインビジュアルなどの構成イメージが出来ており、完成までのイメージが見える企画に興味を抱き、参加したという。有葉によれば、制作初期からしっかりとした世界観やデザインイメージ資料が大量にある点が、今まで制作した作品とは異なっていたという。主人公とヒロインについてはアートディレクターである志水によりベースとなるデザインが描かれており、それを元に、有葉が細かい部分を詰め、自らの絵柄でデザインを完成させていった。有葉によれば、主人公とヒロインのデザインの経緯は次の通り。
鏡寿季は、大きな特徴は無くとも嫌悪感の無い普通の主人公としてデザインされた。彩瀬逢桜は、ヒロインの中でもメインに来るキャラクターのため、派手で魅力的という指示が有葉に対しあった。このため、シルエットの面白さが出るように前髪周辺に毛先の遊びが設けられている。また、オタクではない普通な女の子を目指し、ぱっちりとした目で表情豊かになるようにデザインされた。月見坂桐葉は、逢桜と並んで描かれることが多いため、彼女と対比するデザインになっているとされる。表情で桐葉というヒロインの表現の幅を感じて欲しいと有葉は語る。凪間ゆめみは、身に着ける服飾ブランドそのものからデザインされており、一番デザイン面で遊びのあるキャラクターだという。雪妃エレナは、ミステリアスで表情の変化に乏しいが、魅力的に見えるように試行錯誤しながらデザインされた。ヒロインの中では、髪型が決まるまでにかなりの案を費やした。また、おっとりとした表情を有葉が描くのに慣れるまで、ぱっちりとした目を描いて修正されることが何度もあったという。

### 音楽
本作の音楽は樋口秀樹・柳英一朗・西坂恭介・折倉俊則が制作した。本作では演出としてBGMが流れるが、これらは全てピアノをメインにした構成で制作されている。これは、さわやかさや青春を感じられるものにしたいと考えたためだという。本作で流れる歌唱曲の曲名・スタッフについては以下表の通り。
| #  | タイトル                                          | 作詞       | 作曲     | 編曲     | 歌唱                       |
| -- | ------------------------------------------------- | ---------- | -------- | -------- | -------------------------- |
| 1. | 「奇跡なんか、いらない。」(オープニングテーマ)    | ハラユカ。 | 折倉俊則 | 折倉俊則 | 佐咲紗花                   |
| 2. | 「Re:Create」(エピソードエンディングテーマ)       | joru       | 西坂恭介 | 西坂恭介 | 新海雅代                   |
| 3. | 「All my treasure love days」(エンディングテーマ) | ハラユカ。 | 折倉俊則 | 折倉俊則 | 柊木環希                   |
| 4. | 「桜と紡ぐ物語」(グランドエンディングテーマ)      | joru       | NAMBO    | NAMBO    | Ayumi. (Astilebe×arendsii) |

## 反響

### 売上
『創作彼女の恋愛公式』は、発売月（2021年11月）の売上ランキングにおいて、『BugBug』・『Getchu.com』・『メガストア』による集計すべてで1位を獲得した。翌月（2021年12月）の売上ランキングでは、『Getchu.com』・『メガストア』による集計でそれぞれ17位・18位、『BugBug』による集計でランキング圏外であった。2021年の美少女ゲーム年間売上ランキングでは『Getchu.com』による集計で12位を獲得した。なお、上記ランキングにおいて具体的な販売本数は掲載されていない。

### 人気投票
| 部門名       | Getchu.com | 萌えゲー アワード | BugBug    |
| ------------ | ---------- | ----------------- | --------- |
| 総合         | 1位/20位   | 1位/1位           | 2位/20位  |
| シナリオ     | 2位/10位   | 1位/1位           | 1位/10位  |
| グラフィック | 4位/10位   | 圏外/1位          | 部門無し  |
| 音楽         | 2位/10位   | 圏外/1位          | 圏外/10位 |
| システム     | 圏外/10位  | 部門無し          | 圏外/10位 |
| ヴォイス     | 部門無し   | 部門無し          | 3位/10位  |
| ムービー     | 1位/10位   | 圏外/1位          | 部門無し  |
| エッチ       | 圏外/10位  | 圏外/1位          | 6位/20位  |

本作は『Getchu.com』の集計によれば、発売月（2021年11月）に出た美少女ゲームを対象とする人気投票において、1位に選ばれた。
2022年には、2021年に発売された美少女ゲームを対象とする人気投票が、『Getchu.com』・『萌えゲーアワード』・『BugBug』の主催でそれぞれ行われた。キャラクター部門以外の結果を表「2021年発売の美少女ゲーム人気投票」に示す。
キャラクター部門においては、彩瀬逢桜が『Getchu.com』・『BugBug』にてそれぞれ1位・2位に、月見坂桐葉が『萌えゲーアワード』・『Getchu.com』でそれぞれ1位・3位に選ばれた。
『萌えゲーアワード』では大賞・シナリオ賞・ベストキャラクター賞を受賞したほか、ニューブランド賞・名セリフ賞も受賞した。なお、純愛系作品賞・グラフィック賞にもノミネートされたが、受賞には至っていない。名セリフ賞の対象となったセリフは以下の通り。

逢桜「今までありがとう。わたしの最初で、最後の恋した人」
—『創作彼女の恋愛公式』、Episode 8 「立ち止まったら、そこで何もかも終わってしまいそうだから」

### 批評・講評
本作について、『BugBug』2022年2月号のDIEによる批評、『萌えゲー.net』のキタノアラタによる批評、『BugBug』2022年4月号の人気投票企画における編集部の講評を紹介する。

#### 創作活動の描写
作中ではクリエイター特有の出来事や悩みが描かれている。キタノアラタは、主人公とヒロインが抱えるクリエイターとしての情熱と悩みは、デフォルメされているもののリアリティがあると述べる。中でも主人公の創作優先主義についてDIEは、これほどまで創作に一途になれるのかと感嘆すると述べ、これが創作への葛藤に説得力を持たせていると評した。DIEはEpisode 4終盤の以下セリフを引用し、これが本作を如実に表す名シーンだと述べている。

逢桜「おかえり、わたしの幼馴染。これからわたしと命を懸けて創作に挑む覚悟はある？」
寿季「挑むさ、命を懸けてでも」
逢桜「うん。君ならそう答えてくれるって信じてた」
—『創作彼女の恋愛公式』、Episode 4 「貴方の書く物語を、私はいつまでも待っているから」

#### 恋愛描写と負けヒロイン
恋愛描写についてキタノアラタは、起伏がありかつスピーディーで冗長な場面が無いため、没入して読み進められると指摘した。また、各ルートに進むと主人公に選ばれなかったヒロインが生じるが、キタノアラタは自分の好きなヒロインの失恋描写を見たくないと久々に感じ、他のルートをプレイするのをやめようと思ったほどだという。一方DIEは、桐葉が失恋をする「負けヒロイン」っぷりが特に良かったと述べ、エレナルートにおける桐葉の以下セリフを引用し評している。

桐葉「なんで、なんで、涙が溢れてくるのよ……私は……気付くのが遅すぎなのよ……馬鹿なの、私は……」
—『創作彼女の恋愛公式』、Erena Episode the first 「私を普通の女の子でいさせてね」

#### キャラクター
各ヒロインについては、DIEは以下のように述べている。
- 彩瀬逢桜：幼なじみという立場から生じる、寿季と他のヒロインとの関係への微妙な感情の揺らぎが可愛らしい。
- 月見坂桐葉：DIEは個人的に一番心動かされたヒロインだと述べ、ストーリーが進むにつれ、ツンとした態度なのに寿季への感情が垣間見え、赤面したり言い訳したりする姿が可愛らしいとの感想を綴った。また、立ち絵の表情がコロコロと変化する点も良いと述べた。
- 凪間ゆめみ：主人公を兄のように慕い付きまとう姿が可愛らしい。
- 雪妃エレナ：乏しかった彼女の感情が徐々に豊かになる過程が可愛らしい。

『BugBug』編集部は、ヒロインである逢桜は、真っ直ぐな性格とシナリオ中盤からの展開により、多くのプレイヤーの心を掴んだと述べた。

#### イラスト
DIEは、イラストは目を奪い息をのむような美しさだと評し、また、有葉の描く身体はエロさを感じると述べた。キタノアラタは、イラストはとにかく美しく、一枚のみでキャラクターの心情・情景・雰囲気を余すことなく伝え、プレイヤーの心を掴むと評した。『BugBug』編集部は、有葉の描く原画や塗りのクオリティが高く、人気投票ではエロさを評価する声が多かったと述べた。

#### 総評
DIEは総評として、テンポの良い会話や、情景描写の分かりやすさ、悪人のいない世界観や、美しいイラストなどがあり、見どころがたくさんある作品だと述べた。キタノアラタは、ドラマとしての完成度が予想を遥かに超えるもので、恋愛描写が上手く、登場人物たちの創作にかける想いがプレイヤーを強烈に揺さぶると評した。『BugBug』編集部は、有葉の描く活き活きとしたキャラクターや工藤による人間ドラマが大きなインパクトを残しており、ビジュアル面・シナリオ面共に評価され、各部門で多数の票を獲得したと述べた。